# Tetragnatha zangherii
Tetragnatha zangherii là một loài nhện trong họ Tetragnathidae.
Loài này thuộc chi Tetragnatha. Tetragnatha zangherii được miêu tả năm 1926 bởi Caporiacco.